# Carina Ljungdahl
Carina Ljungdahl, född 21 februari 1960, är en svensk simmare.
Hon blev olympisk silvermedaljör i Moskva 1980, då hon simmade stafetten på 100 m frisimtillsammans med Agneta Mårtensson, Agneta Eriksson och Tina Gustafsson.
Silvermedaljen utbyttes senare till guldmedalj när det kom fram att tyskorna hade dopat sig.

## Klubb
- Filipstads IF[1]